# Donau- und Schmeiental
Das Gebiet Donau- und Schmeiental ist ein mit Verordnung vom 30. Oktober 1987 ausgewiesenes Landschaftsschutzgebiet (LSG-Nummer 4.37.036) im baden-württembergischen Landkreis Sigmaringen in Deutschland.

## Lage
Das rund 8.000 Hektar (= 100 %) große Schutzgebiet Donau- und Schmeiental gehört naturräumlich zu den Donau-Ablach-Platten, der Hegaualb, der Baaralb und dem Oberen Donautal, der Hohen Schwabenalb sowie der Mittleren Flächenalb.
Die zehn Landschaftsteile erstrecken sich auf den Gemarkungen Beuron, Hausen im Tal und Thiergarten der Gemeinde Beuron (30,4 % = 2.426,6 Hektar (ha)), den Gemarkungen Leibertingen und Kreenheinstetten der Gemeinde Leibertingen (3,1 % = 249,4 ha), den Gemarkungen Glashütte, Stetten und Storzingen der Gemeinde Stetten am kalten Markt (25,8 % = 2.057,6 ha), der Gemeinde Inzigkofen (4,4 % = 350,3 ha), den Gemarkungen Gutenstein, Oberschmeien, Unterschmeien, Laiz und Sigmaringen der Stadt Sigmaringen (27,9 % = 2.228,4 ha), der Gemeinde Sigmaringendorf (1,3 % = 106,7 ha), der Stadt Scheer (0,7 % = 53,2 ha), den Gemarkungen Ennetach, Mengen, Blochingen und Beuren der Stadt Mengen (3,0 % = 238,1 ha) sowie der Gemarkung Hundersingen der Gemeinde Herbertingen (3,4 % = 273,1 ha) entlang des Donautals und des Tals der bei Inzigkofen in die Donau mündende Schmeie.

## Schutzzweck
Wesentlicher Zweck ist die Erhaltung der charakteristischen Landschaft des Donautales im Bereich des Donaudurchbruches, des Schmeientales und der Albfläche mit ihrer durch den Wechsel der geologischen Formationen bedingten außerordentlichen Schönheit in eindrucksvollen Felspartien und Höhlensystemen sowie dem Wechsel von Wald und Waldlichtungen, mit ihrer Vielfalt der Tier- und Pflanzenwelt in Hangwäldern, Feuchtwiesen an zahlreichen Quellhorizonten, Trockenrasen, zahlreichen gefährdeten oder vom Aussterben bedrohten Arten teils präalpiner bis alpiner und submediterraner Formen, sowie von Teilen des Donautales im Bereich des oberschwäbischen Molassebeckens mit einem bewegten Relief, buntem Wechsel der Nutzungsformen in Streuobstwiesen, Äckern, Böschungen, Lesesteinhecken und Halbtrockenrasen, Quellbereichen und Röhrichten, mit Altwasser- und Auewaldresten als eines der bedeutendsten Erholungsgebiete des Landes und als Gebiet zahlreicher wertvoller Biotope mit für den Naturhaushalt entscheidender ökologischer Ausgleichsfunktion.

### Zusammenhängende Schutzgebiete
Das Schutzgebiet Donau- und Schmeiental ist Teil des Naturparks Obere Donau sowie der FFH-Gebiete „Donau zwischen Riedlingen und Sigmaringen“ (7922-342), „Schmeietal“ (7820-341) und „Oberes Donautal zwischen Beuron und Sigmaringen“ (7920-342) sowie des Vogelschutzgebiets „Südwestalb und Oberes Donautal“ (SPA 7820-441).